# 羅艾德里·奧康卻拜爾
羅艾德里·奧康卻拜爾（Ruaidrí Ua Conchobair，約1116年－1198年12月2日），另稱羅里·歐康諾（Rory O'Conor），是愛爾蘭歷史上的最後一位愛爾蘭至尊王。他是泰爾德巴赫·奧康卻拜爾之子，出身於康諾特王室。
他在1156年繼承父親成為康諾特國王，1166年即位為愛爾蘭至尊王。他即位後不久愛爾蘭即遭到諾曼人入侵；奧康卻拜爾率領愛爾蘭軍隊試圖抵抗，但在戰場上被理查·德·克萊爾擊敗。1175年他與英格蘭國王亨利二世簽訂溫莎條約，愛爾蘭大部分領土成為直屬於英格蘭王室的愛爾蘭領地。奧康卻拜爾於1198年去世。